# Ice Age Entertainment
Ice Age Entertainment (conocida como Ice Age) es un sello discográfico especializado en hip hop, cuyo colectivo se concentra en la zona de Houston, Texas. El sello está liderado por Mike Jones y su asociado Ray "Mello" Moore.

## Historia
El sello discográfico fue fundado por Mike Jones, con el único objetivo de lanzar sus álbumes de forma independiente. Sin embargo a finales del 2004 esta se adherio a Swishahouse, dándole una mayor fuerza de distribución. Sin embargo a finales del año 2008 Ice Age saltó de Swishahouse a Asylum Records. Tras disputas con la discográfica, volvió a cambiar de distribuidora, en esta ocasión Atlantic records.

## Artistas
- Mike Jones
- Fabo
- Big Tigger
- Nae Nae

## Discografía
| Año  | Información |
| ---- | --- |
| 2005 | Mike Jones - Who Is Mike Jones? - Lanzado: 19 de abril - Singles: "Still Tippin'", "Back Then", "Flossin'" - RIAA Certificación: Platino |
| 2007 | Mike Jones - The American Dream - Lanzado: 20 de noviembre - Singles: "Mr. Jones", "My 64" - RIAA Certificación: —                       |
| 2009 | Mike Jones - The Voice - Lanzado: 28 de abril - Singles: "Drop & Gimme 50", "Cuddy Buddy", "Next to You", "Swagg Thru Da Roof"           |

## Próximos lanzamientos
| Información                                                                           |
| ------------------------------------------------------------------------------------- |
| Mike Jones - Where Is Mike Jones? - Previsto: 2015 - Singles: "Leanin' On Dat Butter" |